# 萧惟信
萧惟信（?—?），字耶宁。辽国（契丹）将领。契丹楮特部人。
萧惟信自五世祖至父皆为辽大臣及军事将领。南府宰相蕭高八之子。萧惟信性沉毅，好学能辩。重熙初年出仕，累進左中丞。重熙十五年（1046年）为辽兴宗长子燕赵国王耶律洪基（道宗）傅。重熙十七年（1048年），任北院枢密副使。重熙十八年（1049年），奉命出使北宋，告以辽国攻西夏事。後坐事免官，寻复职，兼北面林牙，掌文翰。清宁九年（1063年），耶律重元叛乱，攻打灤河行宮，萧惟信从耶律仁先等平重元叛乱有功，加太子太傅，賜号竭忠定乱功臣。出任南京留守。咸雍元年（1065年），任左夷離畢，咸雍二年（1066年）任南院枢密使。咸雍五年（1069年），转任知北院枢密使事。咸雍七年（1071年）官至南府宰相兼契丹行宫都部署。太康年間，年老请求致仕。大康三年（1077年），枢密使耶律乙辛诬陷皇太子耶律濬，朝廷内外多知其冤，但是不敢言。萧惟信多次挺身为太子力争，辽道宗置之不理。遂告老，加守司徒。不久去世。子蕭孝恭。

## 延伸阅读
[在维基数据编辑]
 《遼史/卷96》，出自脱脱《遼史》